# Helmut Walser Smith
Helmut Walser Smith (* 10. Dezember 1962 in Freiburg im Breisgau) ist ein US-amerikanischer Historiker.

## Leben und Wirken
Helmut Walser Smith absolvierte 1984 seinen Bachelor an der Cornell University und wurde 1992 an der Yale University promoviert. Er wurde 2004 als Professor für Geschichte auf den Martha Rivers Ingram-Lehrstuhl an der Vanderbilt University berufen. Er ist Direktor des Max Kade Center for European and German Studies an der Vanderbilt University in Nashville, Tennessee.
Seine Forschungsschwerpunkte sind die moderne deutsche Geschichte, insbesondere das lange 19. Jahrhundert, Nationalismus und Antisemitismus.

## Schriften (Auswahl)
- Deutschland. Geschichte einer Nation. Von 1500 bis zur Gegenwart. Beck, München 2021.
- The Oxford Handbook of Modern German History. Oxford University Press, Oxford, New York, NY 2011.
- Fluchtpunkt 1941. Kontinuitäten der deutschen Geschichte. Reclam, Stuttgart 2010.
- The continuities of German history. Nation, religion, and race across the long nineteenth century. Cambridge University Press, New York 2008.
- Die Geschichte des Schlachters. Mord und Antisemitismus in einer deutschen Kleinstadt. Wallstein, Göttingen 2002.
- German nationalism and religious conflict. Culture, ideology, politics. 1870–1914. Princeton University Press, Princeton 1994.

## Auszeichnungen
- Fraenkel Prize in Contemporary History